# Бягаща по вълните (роман)
„Бягаща по вълните“ е роман на Александър Грин, публикуван през 1928 година. Написан е в романтичен стил. Съвременните критици могат да го отнесат в раздела фентъзи.
Екранизиран е през 1967 година в българо-съветския едноименен филм. През 2007 година има нова екранизация по романа и други произведения на Александър Грин.
Действието на романа, както и в много други книги на Александър Грин, става в измислена страна, на която критиците дават име Гринландия (самият Грин не нарича така страната и не я описва в явен вид).